# Henri Sarthou
 (juin 2020).
Pas d'image ? Cliquez ici
Henri Sarthou, né le 30 mai 1905 à Bosdarros (Basses-Pyrénées), mort le 29 juin 1951 dans la face sud-est des Écrins, est un ingénieur des eaux et forêts, pyrénéiste et alpiniste français.

## Biographie
Ses vacances dans la vallée de Lescun déterminent sa vocation pour la montagne, et aussi pour la forêt dont il fera son métier.
De 1923 à 1925, il fait des études à l’Institut agronomique, puis son service militaire à l’école de Saumur, dont il sort avec le grade de sous-lieutenant de cavalerie. En 1927, il intègre l’École nationale des eaux et forêts à Nancy. Il pratique le sport sous toutes ses formes, athlétisme, motocyclette et bien sûr le ski et l’alpinisme dans les Pyrénées. On lui reconnaît des qualités athlétiques et de résistance exceptionnelles.
Après une ascension de la barre des Écrins où il doit affronter une tempête de neige, il arrive à Nancy avec deux jours de retard, juste à temps pour passer l’examen de Restauration des Montagnes. Il exerce ensuite ses fonctions de forestier montagnard à Gap (1929-1931), puis à Nice, à Saint-Martin de Vésubie (1932-1939) et à Lourdes.
Lors de la Seconde Guerre mondiale, il est mobilisé au Groupe forestier no 12 à Quillan (Aude), mais demande à être affecté au corps expéditionnaire de Norvège, justifiant de son expérience de ski et de montagne, mais n’est pas accepté. En 1941, il est nommé chef de service à l’inspection de Pau.
Toujours attiré par les Alpes et les grandes courses, il obtient en 1949 l’Inspection de Barcelonnette. Il peut ainsi mener de pair ses deux passions conjointes, son travail, la gestion de la forêt et la restauration de la montagne, et les grandes courses, à ski ou en escalade.
C’est dans une ascension en solitaire relativement facile pour lui, la face sud-est des Écrins, le 29 juin 1951, qu’il est victime d’une chute de pierres.

## Famille
Son épouse l’a accompagné en montagne, ainsi que ses six enfants. Parmi eux, on peut citer :
- Tony Sarthou, auteur de nombreuses ascensions dans les Pyrénées : deuxième ascension du spigolo de le petite aiguille d’Ansabère, ascension en une seule journée du Vignemale, de l’Ossau et du Balaïtous ; guide à Cauterets, mort accidentellement à 32 ans, le 11 mars 1978, dans la vallée d’Ossoue.
- Sylvain Sarthou, vainqueur du mont Huntington (Alaska) avec l’expédition de Lionel Terray le 25 mai 1964, ensuite établi dans les Alpes.

## Ascensions
- 1927, 21 juin : grande aiguille d’Ansabère, avec Marcel Cames, voie du surplomb, en équipant le surplomb de barres de fer, deuxième ascension après celle où Armand Calame et Lucien Carrive sont morts en 1923. Puis ils ouvrent une autre voie en libre, la voie Cames-Sarthou.
- 1928, 11 septembre : pointe Jean Santé de l’Ossau par le couloir Pombie-Suzon, avec François Cazalet.
- 1936; 11 août : deuxième de la face nord du Capéran de Sesques, avec François Cazalet.
- 1939, 11 janvier : hivernale au Balaïtous par l’arête de Costerilhou, avec François Cazalet et Roger Mailly.